# Jésuates

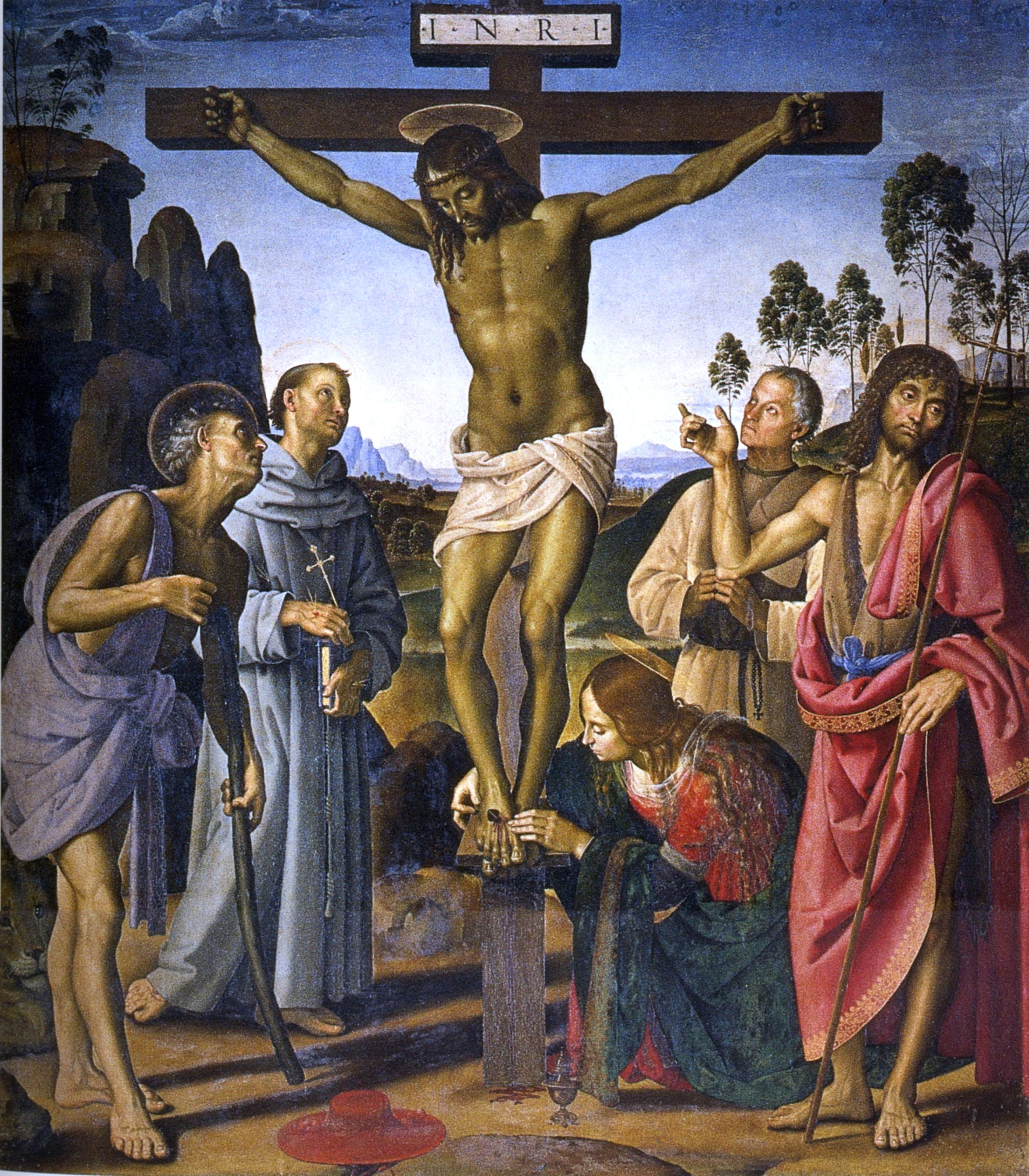
Crucifixion avec Jérôme de Stridon, le bienheureux Giovanni Colombini et autres saints, peinture du Pérugin et de Luca Signorelli pour le convento di San Giusto alle mura, des Jésuates de Florence.

Les Jésuates, ou Pauvres Jésuates ou (plus tard) Clercs apostoliques de saint Jérôme, formaient un groupe de religieux laïcs mendiants. Fondé au XIVe siècle par Jean Colombini et approuvé en 1367 par Urbain V, l'ordre religieux fut supprimé en 1668 par Clément IX. 

## Histoire
Le bienheureux Jean Colombini (1304-1367), riche marchand de Sienne (Italie), après avoir abandonné toutes ses possessions, expulsé de la cité car manifestant trop ostensiblement son besoin d'expiation rassembla ses adeptes dans une fraternité de type franciscain (vie errante, pauvreté religieuse radicale, refus des études et du sacerdoce). 
Rappelés  en ville à l'arrivée de  la peste de 1363 et parce qu'ils invoquaient régulièrement  le nom de Jésus aux débuts et fins de leurs prières ses disciples furent populairement appelés les Jésuates. Ce sobriquet inspira le nom officiel de l’ordre religieux lorsqu’il fut fondé en 1367, par Urbain V à Viterbe : les « Pauvres Jésuates ». Ils furent aussi appelés « Jésuates de saint Jérôme » du nom du saint préféré de leur fondateur, ou encore « clercs apostoliques de Saint Jérôme ».
Les Jésuates s’établirent à Venise vers 1390, à Santa Giustina, puis à Santa Agnese et enfin à San Gerolamo où, grâce à une donation du Marquis François I Gonzague, ils purent ériger un couvent dès 1423 et recevoir l’investiture officielle du pape Alexandre VI.
Pour venir en aide aux malades pauvres et indigents ils s'occupaient de pharmacie et faisaient le métier de bouilleurs de cru. Utilisant volontiers de l'eau-de-vie de leur fabrication comme traitement pour soulager les douleurs ils étaient parfois appelés « pères de l'eau-de-vie ». 
Les Jésuates suivaient la règle de saint Augustin ; Paul V les mit au nombre des ordres mendiants et leur permit ainsi en 1606 de recevoir les ordres sacrés, après être restés laïcs pendant deux siècles.
Ces religieux eurent un certain succès surtout en Italie du nord et en France, mais ils succombèrent à leurs contradictions internes : tentation intellectuelle et sacerdotale, en opposition avec la pauvreté radicale des origines. Le choix du sacerdoce par certains créa de graves tensions et controverses qui obligèrent les autorités religieuses à intervenir. 
L’ordre fut finalement supprimé par le pape Clément IX comme  « désormais inutiles et irréformables » (bulle Romanus Pontifex 6 décembre 1668).
Leur plus grand poète fut Bianco da Siena, accueilli parmi les Jésuates en 1367. Son poème Discendi Amor Santo, a été repris par les anglicans.

## Personnalités
Quatre grands noms parmi les Jésuates :
- Bianco da Siena (1350 environ-1399), poète mystique.
- Paolo Morigia (1525-1604), historien de Milan. Très opposé au choix de l'ordination sacerdotale dans l'ordre il a laissé une bonne histoire des Jésuates : Paradiso dei Gesuati.
- Bonaventura Cavalieri (1598-1647), mathématicien italien.
- Stefano degli Angeli, mathématicien italien.